# Kadhy Touré
Kadhy Touré, de son vrai nom Touré Kadidjata, est une actrice, productrice, présentatrice de télévision et entrepreneuse ivoirienne née le 13 septembre 1988 à Bouaké. Sa carrière débute en 2008 quand elle endosse le rôle de Nafir dans la production ivoiro-nigériane Le Fruit non mûr.

## Biographie
Née le 13 septembre 1990, Kadhy Touré est fille d'un père militaire. Elle émet son rêve devenir actrice très jeune.
Aujourd'hui, actrice ivoirienne, traductrice de langues anglais/français et responsable communication d'une entreprise, Kadhy Touré réalise des exploits dans le monde cinématographique à l'extérieur avant de s'installer définitivement en Côte d'Ivoire dans l'optique d'aider au développement du cinéma ivoirien.

## Carrière professionnelle
Après ses études en journalisme et communication, elle décide de réaliser son rêve d'enfance : celui de devenir actrice. Un rêve qu'elle réalisera longtemps après son parcours scolaire riche en communication et en interprétariat.
En 2008, le rôle de Nafir dans Le Fruit non mûr constitue la première expérience de Kadhy Touré. Son talent et son esprit jovial et créatif convinrent les producteurs de ce film qui la rappelèrent pour un 2e film ivoiro-nigerian intitulé Aujourd’hui, demain et à jamais. En 2009, à la suite d'une audition, elle décroche un rôle dans la série télévisée Signature ou elle joue le rôle de l'employée séductrice Kathy Coulibaly , du réalisateur ivoirien Alain Guikou. Rôle dans lequel elle captive l'attention avec ses performances. Des réalisateurs apprécient le jeu de Kadhy qui arrive à jouer toutes sortes de personnages. D'où sa sélection en 2010 par Yao Marfili, dans la série Obsession extrême pour jouer le rôle de Sarah, l’écolière plus qu'ambitieuse, aux côtés des acteurs de renom tel que l'Ivoirien Guy Kalou. Grâce à ses performances évolutives Kadhy Touré est considérée comme la future porte-drapeau du cinéma africain. Elle fait partie de la nouvelle génération d'acteurs du cinéma ivoirien.
En 2012, son rôle d'Émeraude dans la série à succès Brouteur.com confirme son talent d'actrice accomplie.
En 2016, après une succession de plusieurs petits rôles, Kadhy Touré a franchi une autre étape de sa carrière en créant sa maison de production Brown Angel Entertainment.

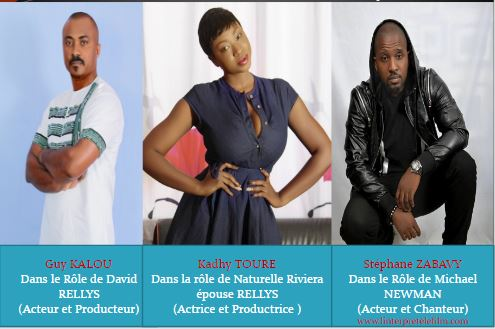
Acteurs du film l'Interprète

Elle produit ensuite son premier long métrage intitulé L'Interprète, qui est le premier long métrage ivoirien tourné en Anglais et français dans lequel elle joue le rôle principal de Naturelle Riviera. Une réalisation d'Olivier Koné, le film connaît un succès et enregistre le plus grand nombre d'entrées dans les salles de cinéma Majestic Abidjan, avec les acteurs ivoiriens tels que Guy Kalou, Stéphane Zagbavy dans les rôles principaux respectifs de David Rellys et Newman Michael.
Le film enregistre la participation d'autres acteurs ivoiriens célèbres tels que Bleu Brigitte, Mike Alabi, Franck Picardy, Prisca Zamblé. En compétition pour le prix de l'Étalon du Yennenga, L'Interprète, présenté au dernier FESPACO 2017 par Kadhy Touré,a remporté le prix du meilleur montage. Le film est également sélectionné pour l'édition 2017 du festival Écrans noirs au Cameroun. En plus des rencontres cinématographiques africaines, Kadhy vise également les grandes plateformes du cinéma mondial telles que le festival de Cannes.

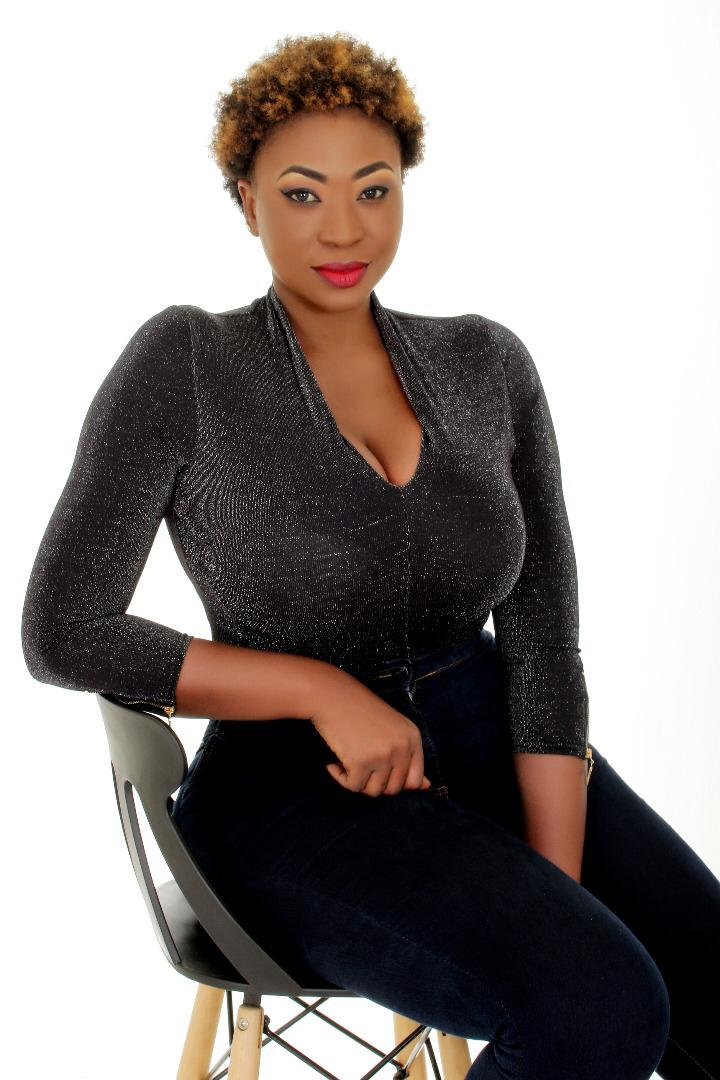

En 2018, Kadhy met fin à l'attente du public et revient avec l’Interprète 2 qui est le premier long métrage ivoirien tournée en anglais et en français et le premier film ivoirien diffusé au bord d'un avion de la compagnie Air France. Le film une fois de plus bat le record d'entrées en salles... 
Pour donner une note internationale à cette deuxième production, elle fait appel à l'acteur ghanéen John Dumelo

Kadhy Toure reçoit en 2019 le prix de la meilleure interprétation féminine Catégorie cinéma à La Nuit ivoirienne du 7eArt.
Kadhy Toure du haut de ses 33 ans à jouer dans plus de 16 productions filmiques y compris étrangères.
C’est le 1er juillet 2019 que l’actrice-comédienne a lancé sa tisane naturelle, 100% bio sans effets secondaires  
Alors qu’elle est bien établie dans le milieu du cinéma, Khady tente une nouvelle aventure qui est l’animation. En décembre 2020 elle co-anime la nouvelle émission de du lundi au vendredi dès 13h05 féminine les femmes d’ici sur la NCI (chaîne de télévision). En 2021, elle devient la présentatrice principale de l’émission Les Femmes d’Ici qui devient un succès grâce à elle.

## Parcours scolaire
Khady Touré est née le 13 septembre 1990. Fille d'un père militaire, elle émet son rêve devenir actrice très jeune. Elle est affectée à l’internat au Lycée Mamie Adjoua de Yamoussoukro. Après le Baccalauréat, son père décide de l’inscrire au tronc commun à l’université Abobo-Adjamé pour qu’elle fasse la médecine. Cours qu'elle ne terminera pas. Finalement, elle s’inscrit alors en journalisme et communication où elle obtient une Licence. Après sa Licence, Khady Toure décide d’aller au Ghana pour se former en anglais où après 5 ans de formation, elle revient diplômée en anglais. 

## Social
Active dans le milieu social elle lance la Fondation Kadhy Touré. Fondation créée depuis février 2019 par l’actrice pour assister les personnes en détresse l’intérêt général. Se sont entre autres des veuves, des femmes dans en situation difficile, les enfants, les personnes vulnérables, les violences faites aux femmes. En un mot, tout ce qui concerne les femmes en général.
Elle fait plusieurs dons dans la commune d'Abobo et de Anyama auprès de différentes familles mais aussi par des canaux d'ONG comme l’Ong « Vivre ensemble » .

## Filmographie

### Longs métrages
- 2008 : Le Fruit non mûr d'Afam Okereke : Nafir
- 2008 : Aujourd’hui, demain et à jamais d'Afam Okereke
- 2009 : Extrême Obsession de Yao Marfili : Sarah
- 2010 : Le Mec idéal d'Owel Brown : la femme du pasteur
- 2010 : Signature d'Alain Guikou : Kathy Coulibaly
- 2012 : Brouteur.com d'Alain Guikou : Émeraude
- 2015 : Et si Dieu n'existait pas 2 : Denise
- 2016 : L'Interprète I
- 2018 : L'Interprète II
- 2019 : « Les larmes de l’amour »
- 2021 : « Les 3 lascars »
- 2023: "Mon marabout chéri"[20]

### Court métrage
- 2012 : Trapped de Mireille Gaumont : Ghana

### Productions
- 2016 : L'interprète 1
- 2018 : L'interprète 2
- 2023 : Marabout chéri[21]
- 2025 : Nina Torres[22]

## Distinctions
- 2017 : Prix du meilleur long métrage au Fespaco pour le film L'interprète 1
- 2018 : Prix  national du meilleur long métrage pour L'interprète 2
- 2019 : Prix de la meilleure interprétation féminine Catégorie cinéma à La Nuit ivoirienne du 7e Art
- 2019 : Prix de la meilleure interprétation féminine catégorie cinéma francophone au Zafaa film festival au Nigéria
- 2023: Prix de la meilleure direction photo[23]au NISA
- 2023: Prix de la meilleure interprétation féminine dans le film "Mon Marabout chéri"[24] au NISA
- 2023: Prix de la meilleure fiction long métrage au NISA 2023
- 2023: Prix de la meilleure réalisation au NISA 2023
- 2023: NISA d'or 2023 grâce à son film mon marabout chéri[25]